# Лохниця
Лохниця, Локниця — річка в Овруцькому районі (Житомирська область, Україна) і Лельчицькому районі (Гомельська область, Білорусь), права притока Свидівки (басейн Прип'яті).

## Опис
Довжина річки 17 км., похил річки — 0,65 м/км. Формується з декількох безіменних струмків та великої водойми. Площа басейну 198 км².
Притоки: Без назви (с. Червоносілка, притока Лохниці) (права).

## Розташування
Бере початок на північному сході від села Сирниця. Тече переважно на північний схід і перетинає українсько-білоруський кордон. Між селами Локниці й Картиничі Лельчицького району впадає в річку Свидівку, ліву притоку Уборті.